# Liga de Ascenso 2010-2011 (Messico)
La Liga de Ascenso 2010-2011 è stata la seconda edizione della Liga de Ascenso, secondo livello del calcio messicano, precedentemente chiamata Primera División A. Il campionato era strutturato in un torneo di apertura ed uno di clausura. I vincitori dei due tornei si sarebbero affrontati per determinare quale squadra sarebbe stata promossa alla Primera División.
Il torneo di apertura, cominciato il 16 luglio 2010 e conclusosi il 4 dicembre con la finale della Liguilla, ha visto trionfare il Tijuana, che ha battuto per un totale di 3-0 il Veracruz. Il clausura, iniziato il 7 gennaio 2011 e terminato il 14 maggio, ha visto prevalere l'Irapuato nella finale contro il Tijuana. Nel doppio spareggio per la promozione, il Tijuana ha sconfitto i campioni del clausura, guadagnandosi così l'accesso alla Primera División.

## Squadre partecipanti
| Club                 | Città                        | Stadio                    | Capacità |
| -------------------- | ---------------------------- | ------------------------- | -------- |
| Alacranes de Durango | Durango                      | Francisco Zarco           | 18.000   |
| Albinegros           | Veracruz                     | Luis de la Fuente         | 30.000   |
| Altamira             | Altamira                     | Estadio Altamira          | 13.500   |
| Atlante Neza         | Nezahualcóyotl               | Estadio Neza 86           | 28.500   |
| Correcaminos         | Ciudad Victoria              | Marte R. Gómez            | 19.500   |
| Cruz Azul Hidalgo    | Ciudad Cooperativa Cruz Azul | Estadio 10 de Diciembre   | 17.000   |
| Dorados              | Culiacán                     | Estadio Banorte           | 21.000   |
| Guerreros FC*        | Hermosillo                   | Héroe de Nacozari         | 22.000   |
| Indios               | Ciudad Juárez                | Benito Juárez             | 22.300   |
| Irapuato             | Irapuato                     | Sergio León Chávez        | 33.000   |
| La Piedad            | La Piedad                    | Juan N. López             | 15.000   |
| León                 | León                         | Nou Camp                  | 33.943   |
| Leones Negros        | Guadalajara                  | Estadio Jalisco           | 60.000   |
| Lobos BUAP           | Puebla                       | Estadio Cuauhtémoc        | 46.912   |
| Mérida FC            | Mérida                       | Carlos Iturralde          | 21.050   |
| Pumas Morelos        | Cuernavaca                   | Estadio Centenario        | 15.000   |
| Tijuana              | Tijuana                      | Estadio Caliente          | 33.333   |
| Veracruz             | Veracruz                     | Estadio Luis de la Fuente | 30.000   |

*I Guerreros hanno preso parte al solo torneo di apertura, in quanto falliti nel dicembre 2010 per debiti.

## Apertura

### Classifica
|    |                   | Pos. | V  | N | P  | GF | GS | DR  | P.ti |                     |
| -- | ----------------- | ---- | -- | - | -- | -- | -- | --- | ---- | ------------------- |
| 1  | Tijuana           | 17   | 11 | 5 | 1  | 19 | 7  | +12 | 38   | Semifinali Liguilla |
| 2  | Indios            | 17   | 8  | 5 | 4  | 32 | 27 | +5  | 29   | Quarti Liguilla     |
| 3  | Alacranes         | 17   | 8  | 4 | 5  | 24 | 19 | +5  | 28   | Quarti Liguilla     |
| 4  | Lobos BUAP        | 17   | 8  | 3 | 6  | 23 | 13 | +10 | 27   | Quarti Liguilla     |
| 5  | Veracruz          | 17   | 7  | 6 | 4  | 25 | 18 | +7  | 27   | Quarti Liguilla     |
| 6  | Irapuato          | 17   | 8  | 3 | 6  | 23 | 22 | +1  | 27   | Quarti Liguilla     |
| 7  | Albinegros        | 17   | 7  | 4 | 6  | 21 | 15 | +6  | 25   | Quarti Liguilla     |
| 8  | León              | 17   | 7  | 4 | 6  | 26 | 21 | +5  | 25   |                     |
| 9  | Guerreros FC      | 17   | 6  | 7 | 4  | 19 | 21 | -2  | 25   |                     |
| 10 | Altamira          | 17   | 6  | 6 | 5  | 23 | 20 | +3  | 24   |                     |
| 11 | Dorados           | 17   | 6  | 5 | 6  | 22 | 26 | -4  | 23   |                     |
| 12 | Cruz Azul Hidalgo | 17   | 5  | 7 | 5  | 19 | 16 | +3  | 22   |                     |
| 13 | Pumas Morelos     | 17   | 4  | 8 | 5  | 16 | 21 | -5  | 20   |                     |
| 14 | Leones Negros     | 17   | 5  | 4 | 8  | 26 | 30 | -4  | 19   |                     |
| 15 | La Piedad         | 17   | 4  | 6 | 7  | 21 | 28 | -7  | 18   |                     |
| 16 | Correcaminos      | 17   | 3  | 6 | 8  | 14 | 18 | -4  | 15   |                     |
| 17 | Mérida FC         | 17   | 3  | 4 | 10 | 13 | 27 | -14 | 13   |                     |
| 18 | Atlante Neza      | 17   | 2  | 3 | 12 | 17 | 34 | -17 | 9    |                     |

Fonte: Classifica A10 su Mediotiempo

### Liguilla
|  | Quarti di finale | Quarti di finale  | Quarti di finale | Quarti di finale | Quarti di finale |  |  | Semifinali | Semifinali | Semifinali | Semifinali | Semifinali |   |   | Finale | Finale  | Finale | Finale | Finale |  |
|  |                  |                   |                  |                  |                  |  |  |            |            |            |            |            |   |   |        |         |        |        |        |  |
|  | 1                | Tijuana           | Tijuana          | Tijuana          | Tijuana          |  |  |            |            |            |            |            |   |   |        |         |        |        |        |  |
|  |                  | Già qualificato   | Già qualificato  | Già qualificato  | Già qualificato  |  |  | 1          | Tijuana    | 0          | 0          | 0          |   |   |        |         |        |        |        |  |
|  | 2                | Indios            | 0                | 0                | 0                |  |  | 7          | Albinegros | 0          | 0          | 0          |   |   |        |         |        |        |        |  |
|  | 7                | Albinegros        | 1                | 1                | 2                |  |  |            |            |            |            |            |   |   | 1      | Tijuana | 2      | 1      | 3      |  |
|  | 5                | Veracruz          | 1                | 1                | 2                |  |  |            |            | 4          | Veracruz   | 0          | 0 | 0 |        |         |        |        |        |  |
|  | 4                | Lobos BUAP        | 1                | 0                | 1                |  |  | 4          | Veracruz   | 0          | 3          | 3          |   |   |        |         |        |        |        |  |
|  | 3                | Alacranes Durango | 0                | 3                | 3                |  |  | 6          | Irapuato   | 2          | 1          | 3          |   |   |        |         |        |        |        |  |
|  | 6                | Irapuato          | 2                | 2                | 4                |  |  |            |            |            |            |            |   |   |        |         |        |        |        |  |

*In caso di risultato globale di parità, passa la squadra meglio piazzata in campionato.
*Tijuana già qualificato in semifinale in quanto vincitore della fase regular.
*Il Tijuana disputerà lo spareggio per la promozione.

### Classifica marcatori
| Pos | Giocatore           | Club                 | Goal |
| --- | ------------------- | -------------------- | ---- |
| 1   | Eder Pacheco        | Alacranes de Durango | 13   |
| 2   | Juan Manuel Sara    | Lobos BUAP           | 10   |
| 2   | Miguel Zepeda       | Leones Negros        | 10   |
| 4   | Juan Manuel Cavallo | Albinegros           | 9    |
| 4   | Eduardo Lillingston | Indios               | 9    |
| 4   | Roberto Nurse       | Cruz Azul Hidalgo    | 9    |
| 7   | Felipe Flores       | Dorados              | 8    |
| 7   | Nelson Maz          | Veracruz             | 8    |
| 7   | Rafael Murguía      | La Piedad            | 8    |
| 10  | Jared Borgetti      | León                 | 6    |
| 10  | Mauricio Romero     | Veracruz             | 6    |

Fonte:Marcatori sul sito della Femexfut Archiviato il 24 marzo 2012 in Internet Archive.

## Clausura
Il 23 dicembre 2010 i Guerreros sono stati dichiarati falliti in quanto insolventi. Il torneo di clausura si è quindi giocato con sole 17 squadre.

### Classifica
|    |                   | Pos. | V  | N | P  | GF | GS | DR  | P.ti |                     |
| -- | ----------------- | ---- | -- | - | -- | -- | -- | --- | ---- | ------------------- |
| 1  | León              | 16   | 10 | 4 | 2  | 30 | 16 | +14 | 34   | Semifinali Liguilla |
| 2  | Irapuato          | 16   | 10 | 3 | 3  | 28 | 16 | +12 | 33   | Quarti Liguilla     |
| 3  | Atlante Neza      | 16   | 8  | 5 | 3  | 19 | 12 | +7  | 29   | Quarti Liguilla     |
| 4  | Tijuana           | 16   | 7  | 5 | 4  | 23 | 18 | +5  | 24   | Quarti Liguilla     |
| 5  | Veracruz          | 16   | 7  | 5 | 4  | 18 | 14 | +4  | 26   | *                   |
| 6  | Cruz Azul Hidalgo | 16   | 6  | 6 | 4  | 24 | 18 | +6  | 24   | Quarti Liguilla     |
| 7  | Correcaminos      | 16   | 7  | 3 | 6  | 25 | 21 | +4  | 24   | Quarti Liguilla     |
| 8  | Dorados           | 16   | 6  | 6 | 4  | 22 | 21 | +1  | 24   | Quarti Liguilla     |
| 9  | Altamira          | 16   | 6  | 3 | 7  | 17 | 22 | -5  | 21   |                     |
| 10 | Indios            | 16   | 6  | 2 | 8  | 14 | 20 | -6  | 20   |                     |
| 11 | Pumas Morelos     | 16   | 6  | 1 | 9  | 18 | 24 | -5  | 19   |                     |
| 12 | Albinegros        | 16   | 4  | 6 | 6  | 15 | 17 | -2  | 18   |                     |
| 13 | Mérida FC         | 16   | 3  | 7 | 6  | 17 | 21 | -4  | 16   |                     |
| 14 | La Piedad         | 16   | 3  | 6 | 7  | 14 | 21 | -7  | 15   |                     |
| 15 | Lobos BUAP        | 16   | 4  | 3 | 9  | 26 | 34 | -8  | 15   |                     |
| 16 | Leones Negros     | 16   | 2  | 8 | 6  | 20 | 24 | -4  | 14   |                     |
| 17 | Alacranes         | 16   | 3  | 3 | 10 | 16 | 27 | -11 | 12   |                     |

Fonte: Classifica C11 su Mediotiempo
*Veracruz estromesso dalla Liguilla in quanto insolvente. I Dorados ne prendono il posto

## Liguilla
|  | Quarti di finale | Quarti di finale  | Quarti di finale | Quarti di finale | Quarti di finale |  |  | Semifinali | Semifinali   | Semifinali | Semifinali | Semifinali |   |   | Finale | Finale  | Finale | Finale | Finale |  |
|  |                  |                   |                  |                  |                  |  |  |            |              |            |            |            |   |   |        |         |        |        |        |  |
|  | 1                | León              | León             | León             | León             |  |  |            |              |            |            |            |   |   |        |         |        |        |        |  |
|  |                  | Già qualificato   | Già qualificato  | Già qualificato  | Già qualificato  |  |  | 1          | León         | 0          | 0          | 0          |   |   |        |         |        |        |        |  |
|  | 4                | Tijuana           | 2                | 5                | 7                |  |  | 4          | Tijuana      | 1          | 2          | 3          |   |   |        |         |        |        |        |  |
|  | 5                | Cruz Azul Hidalgo | 2                | 1                | 3                |  |  |            |              |            |            |            |   |   | 4      | Tijuana | 1      | 0      | 1      |  |
|  | 2                | Irapuato          | 0                | 1                | 1                |  |  |            |              | 2          | Irapuato   | 1          | 1 | 2 |        |         |        |        |        |  |
|  | 7                | Dorados           | 0                | 1                | 1                |  |  | 2          | Irapuato     | 0          | 2          | 2          |   |   |        |         |        |        |        |  |
|  | 3                | Atlante Neza      | 1                | 1                | 2                |  |  | 3          | Atlante Neza | 1          | 0          | 1          |   |   |        |         |        |        |        |  |
|  | 6                | Correcaminos      | 1                | 0                | 1                |  |  |            |              |            |            |            |   |   |        |         |        |        |        |  |

*In caso di risultato globale di parità, passa la squadra meglio piazzata in campionato.
*León già qualificato in semifinale in quanto vincitore della fase regular.
*Il León disputerà lo spareggio per la promozione.

### Classifica marcatori
| Pos | Giocatore               | Club                 | Goal |
| --- | ----------------------- | -------------------- | ---- |
| 1   | Blas Pérez              | León                 | 14   |
| 2   | Oscar Ariel González    | Irapuato             | 12   |
| 3   | Jair García Gamboa      | Cruz Azul Hidalgo    | 11   |
| 3   | Juan Manuel Sara        | Lobos BUAP           | 11   |
| 5   | Roberto Nicolás Saucedo | Correcaminos         | 10   |
| 6   | Miller David Castillo   | Lobos BUAP           | 7    |
| 6   | Mauricio Romero Alvizu  | Veracruz             | 7    |
| 8   | Raúl Enríquez           | Tijuana              | 6    |
| 8   | Edgar Alejandro García  | Alacranes de Durango | 6    |
| 8   | Edwin Alejandro Borboa  | Indios               | 6    |
| 8   | Rodrigo Prieto Aubert   | Dorados              | 6    |
| 8   | Eduardo Herrera         | Pumas Morelos        | 6    |

## Play-Off promozione
Il Tijuana, vincitore del torneo di apertura, ha incontrato l'Irapuato, vincitore del clausura, per determinare quale squadra avrebbe giocato la Primera División 2011-2012.

### Andata
| Irapuato 18 maggio 2011, ore 20:30 UTC-6 | Irapuato           | 0 – 0 referto | Tijuana | Estadio Sergio León Chávez\| Arbitro: \| César Arturo Ramos \| |
| Arbitro:                                 | César Arturo Ramos |               |         |                                                                |

### Ritorno
| Arbitro: | Oscar Macías Romo |

|                     |           |                   |
| Corona 28’ Gerk 31’ | Marcatori | Molina (aut.) 37’ |

Il Tijuana è promosso in Primera División.